# Paolo Ajroldi di Robbiate
Paolo Ajroldi di Robbiate (Magonza, 4 marzo 1863 – Sanremo, 4 maggio 1932) è stato un dirigente d'azienda italiano.

## Biografia
Nacque in Germania dal barone Don Luigi e dalla nobildonna austriaca Emilie Freifrau von Ebers. Fu nipote omonimo di Paolo, maresciallo al servizio degli Asburgo e fratello maggiore del generale Luigi.
Sposato dal 1892 con la contessa Bice Arnaboldi Gazzaniga, figlia del senatore Bernardo Arnaboldi Gazzaniga e di Maria Virginia Balossi Merlo, dall'unione nacquero quattro figlie.

## Attività
Dopo una fruttuosa carriera militare in gioventù, raggiunse il grado di tenente generale della riserva e quindi si ritirò a vita privata, svolgendo diverse attività imprenditoriali e dirigenziali. Nel 1909 fu tra i fondatori della casa cinematografica Milano Films, della quale fu direttore generale fino al 1914.
Nel 1919 fu nominato presidente della casa costruttrice di motociclette Garelli di Sesto San Giovanni.

## Onorificenze
Elenco delle onorificenze ottenute dal barone Paolo Ajroldi di Robbiate